# Old Furnace State Park
Der Old Furnace State Park ist ein 149 Hektar (367 acre) großer State Park im US-Bundesstaat Connecticut auf dem Gebiet der Gemeinde Killingly im Windham County.

## Geographie
Der Park erstreckt sich östlich der Interstate 195, südlich der U.S. Route 6 und nördlich der Connecticut Route 695. Früher befand sich auf dem Gebiet ein Stahlofen. In dem Tal, das die Fall Line, eine geologische Diskordanz, die sich durch die Neuengland-Staaten zieht, begleitet, wurden entlang des Half Hill Brook mehrere Teiche wie der Ross Pond zur Energiegewinnung angestaut. Der Half Hill Brook verläuft von Süden nach Norden und entwässert über den Fall Brook nach Westen zum Quinebaug River.
Höchste Erhebung auf dem Gelände des Parks ist der Half Hill mit 119 Meter (390 ft) über dem Meer.
Der nächstgelegene State Park ist weiter westlich das Quinebaug Lake State Park Scenic Reserve in etwa zwei Kilometer Entfernung.

## Geschichte
Der Park ist nach einem Stahlofen benannt, der bereits vor dem Amerikanischen Unabhängigkeitskrieg erbaut wurde und bis zur Mitte des 19. Jahrhunderts betrieben wurde, bis die vorhandenen Erzvorkommen erschöpft waren. Während des Unabhängigkeitskriegs wurden dort Hufeisen für die Kontinentalarmee hergestellt. Die Eisenhütte befindet sich an der Fall Line. Industriebetriebe entstanden an den Stellen, an denen potentielle Energie genutzt werden konnte, um Getreidemühlen, Sägewerke und Textilfabriken anzutreiben.
Die Landnutzung veränderte sich mit den Jahren und in den 1830er Jahren wurde eine Mühle im Gebiet des Parks errichtet. Der Hochofen blieb zusammen mit einer Schmiede erhalten. Der Hochofen war nach der damals üblichen Bauweise errichtet und das Erz wurde vor Ort in Sümpfen und Mooren abgebaut. Kohle wurde in Meilern aus den lokalen Wäldern hergestellt. Kalkstein und Gabbro wurden als Fluss benutzt. Heiße Luft wurde durch große Wasserräder in den Ofen geblasen. Hergestellt wurden Hufeisen und Stahlteile für die Baumwollmühlen in der Nähe.
William Pike war der letzte Eigentümer des Industrie-Areals. 1909 verkaufte er es an die Gemeinde Killingly. Zunächst wurde als „Old Furnace“ ein kommunaler Park eingerichtet und das Gebiet 1918 an den Staat verkauft. Ursprünglich hatte der Park nur 1,5 Hektar (4,5 acre). Das Gebiet vergrößerte sich stark durch die Verbindung mit dem Ross Camp 1964 und umfasst heute 146 Hektar.

## Ökologie
Die Urwälder wurden zur Holzkohle- und Holzgewinnung abgeholzt. Erz wurde aus dem Boden gegraben und Land gerodet für landwirtschaftliche Zwecke. Seit dem Ende der industriellen Nutzung haben sich die Wälder erholt, und es gibt nur noch wenige Indizien, die auf die ehemalige Nutzung hinweisen. Die vom Menschen geschaffenen Teiche haben sogar zur Bereicherung der Landschaft beigetragen. Die noch vorhandenen Fundamente sind heute mit Wäldern aus sommergrünen und ausdauernden Bäumen wie Hemlocktannen, Pech-Kiefer, Weymouth-Kiefer, Eichen, Buchen, Ahornen, Birken und Hickorys bewachsen. Es gibt mehrere Bäche und Sumpfgebiete, diese bilden ideale Standorte für Seerosen, Skunk Cabbage und Rohrkolben. Einige invasive Spezies geben allerdings auch Anlass zur Sorge. Gewöhnlicher Blutweiderich und Schilf ersticken einheimische Pflanzen.

## Freizeitaktivitäten

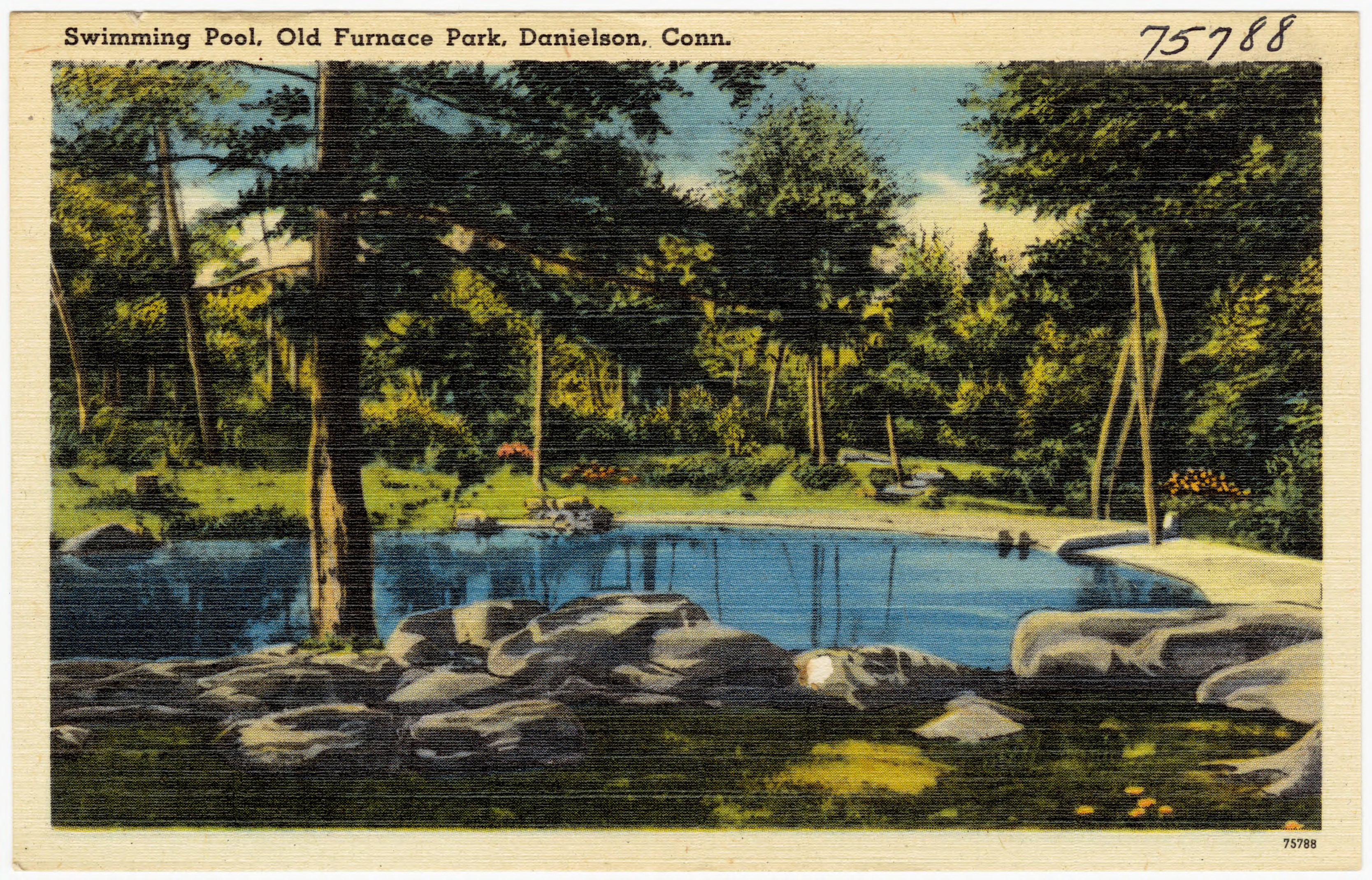
Postkarte, wohl aus den 1940er Jahren

Der Old Furnace State Park ist ganzjährig zugänglich für Wanderungen, Jagd, Angeln und Bootfahren. Der fast fünf Kilometer (drei Meilen) lange Connecticut Forest and Park Association „Blue-Blazed“ Old Furnace Trail beginnt am Parkplatz an der U.S. Route 6 im Norden des Parks. Der Weg überquert den Furnace Brook und  verläuft entlang mehrerer Teiche, bevor er um 60 Meter (200 ft) ansteigt und von einer Klippe den Blick auf Teile des nahe gelegenen Rhode Island freigibt.